# Bohdan Samardak
Bohdan Mykołajowycz Samardak, ukr. Богдан Миколайович Самардак, ros. Богдан Николаевич Самардак, Bogdan Nikołajewicz Samardak (ur. 25 marca 1963 we wsi Wańkowice, w obwodzie lwowskim, Ukraińska SRR) – ukraiński piłkarz, grający na pozycji pomocnika lub napastnika, trener piłkarski.

## Kariera piłkarska
Wychowanek Internatu Sportowego we Lwowie. Rozpoczął karierę piłkarską w zespole amatorskim Spartak Sambor. W 1984 został zaproszony przez trenera Myrona Markewicza do Torpeda Łuck. Potem został powołany do służby wojskowej podczas której występował w zespole Lwowskiej Wyższej Szkoły Wojskowo-Politycznej. W 1986 roku dołączył do Awanhardu Równe, w którym przez kolejne 3 sezony został najlepszym strzelcem zespołu. Od 1989 zgodził się na ofertę pierwszoligowego Metałurha Zaporoże. W 1990 powrócił do Awanhardu Równe, w którym ponownie został najlepszym strzelcem zespołu (11 goli) i pomógł klubowi zdobyć brązowe medale ukraińskiej strefy drugiej ligi. Jesienią 1990 wyjechał do Słowacji, gdzie bronił barw Chemlona Humenné (polecił go klubowi jego były zawodnik Orest Bal, z którym razem grali w Równe). Po dwóch latach ponownie wrócił do klubu z Równego, który w międzyczasie zmienił nazwę na Weres Równe. Przed i po graniem w nich wracał ciągle do Bukowyny. Po wygaśnięciu kontraktu wiosną 1995 przeniósł się do Bukowyny Czerniowce, a latem 1996 roku przeszedł do  Nywy Tarnopol, w którym trenerem był Ihor Jaworski - były partner w Chemlonie i Weresie. W 1999 występował w Polissia Żytomierz, w którym zakończył karierę piłkarza. Potem grał w zespołach amatorskich, m.in. w Wołyń-Cement Zdołbunów.

## Kariera trenerska
Po zakończeniu kariery piłkarza rozpoczął pracę szkoleniowca. Najpierw trenował kilka zespołów amatorskich w obwodzie rówieńskim. W 2010 trener Ihor Jaworski zaprosił go do sztabu szkoleniowego Nywy Tarnopol. Po dymisji Jaworskiego, 15 marca 2014 został tymczasowo mianowany na stanowisko głównego trenera klubu. W końcu kwietnia 2015 podał się do dymisji.

## Sukcesy i odznaczenia

### Sukcesy piłkarskie
Awanhard Równe
- brązowy medalista Mistrzostw Ukraińskiej SRR: 1990

Chemlon Humenné
- brązowy medalista 2. SNL Mistrzostw Czechosłowacji: 199?

Bukowyna Czerniowce
- wicemistrz Ukraińskiej Pierwszej Lihi: 1996

### Sukcesy indywidualne
- 4-krotny król strzelców Awanhardu Równe: 13 goli (1986), 18 goli (1987), 16 goli (1988), 11 goli (1990)